# 中国可以说不
《中国可以说不——冷战后时代的政治与情感抉择》，简称《中国可以说不》，1996年由中华工商联合出版社出版。作者為宋强、张藏藏（实名：张小波）、乔边、古清生等。
评论认为，这是一本标志着1990年代中国大陆的中国民族主义情绪升温的书籍，研究者或称为当代中国民族主义萌芽阶段标志，或称为1990年代以来中国第三波反西方主义标志。